# Fussballclub Tuggen 2022-2023
Questa voce raccoglie le informazioni riguardanti il Fussballclub Tuggen nelle competizioni ufficiali della stagione 2022-2023.

## Stagione
Nella stagione 2022-2023 il Tuggen, allenato da Ivan Previtali, concluse il campionato di Prima Lega al 3º posto.

## Rosa
| N. |                               | Ruolo | Calciatore       |
| -- | ----------------------------- | ----- | ---------------- |
| 1  | Svizzera (bandiera)           | P     | Alessandro Merlo |
| 4  | Svizzera (bandiera)           | D     | Armand Loué      |
| 5  | Svizzera (bandiera)           | D     | Jonas Rüegg      |
| 6  | Svizzera (bandiera)           | D     | Kenith Catari    |
| 7  | Kosovo (bandiera)             | C     | Dardan Morina    |
| 8  | Svizzera (bandiera)           | C     | José Meier       |
| 9  | Macedonia del Nord (bandiera) | C     | Jakup Jakupov    |
| 10 | Svizzera (bandiera)           | C     | Dein Barreiro    |
| 11 | Svizzera (bandiera)           | A     | Michael Bärtsch  |
| 13 | Svizzera (bandiera)           | A     | Uchenna Anioke   |
| 14 | Svizzera (bandiera)           | C     | Noah Weiler      |

| N. |                     | Ruolo | Calciatore      |
| -- | ------------------- | ----- | --------------- |
| 15 | Svizzera (bandiera) | C     | Carel Nguy      |
| 16 | Svizzera (bandiera) | D     | Andrei Herlea   |
| 17 | Svizzera (bandiera) | C     | Marco Fässler   |
| 19 | Svizzera (bandiera) | C     | Julio Teixeira  |
| 20 | Kosovo (bandiera)   | C     | Adonit Fetaj    |
| 21 | Svizzera (bandiera) | D     | Bryan Mallo     |
| 22 | Ungheria (bandiera) | C     | Bendegúz Györky |
| 23 | Svizzera (bandiera) | D     | Caine Keller    |
|    | Svizzera (bandiera) | P     | Simon Mächler   |
|    | Svizzera (bandiera) | P     | Dominic Wenzler |

## Organigramma societario
Area tecnica
- Allenatore: Ivan Previtali
- Allenatore in seconda:
- Preparatore dei portieri:
- Preparatori atletici:

## Calciomercato

### Sessione estiva
| Acquisti | Acquisti          | Acquisti    | Acquisti |
| R.       | Nome              | da          | Modalità |
| -------- | ----------------- | ----------- | -------- |
| A        | Uchenna Anioke    | Höngg       |          |
| D        | Armand Loué       | Höngg       |          |
| C        | Carel Nguy        | Höngg       |          |
| C        | Giovanni La Rocca | Thalwil     |          |
| C        | Julio Teixeira    | YF Juventus |          |

| Cessioni | Cessioni | Cessioni | Cessioni |
| R.       | Nome     | a        | Modalità |
| -------- | -------- | -------- | -------- |

### Sessione invernale
| Acquisti | Acquisti     | Acquisti | Acquisti |
| R.       | Nome         | da       | Modalità |
| -------- | ------------ | -------- | -------- |
| C        | Adonit Fetaj | Windisch |          |

| Cessioni | Cessioni          | Cessioni   | Cessioni |
| R.       | Nome              | a          | Modalità |
| -------- | ----------------- | ---------- | -------- |
| A        | James Wyndham     | Höngg      |          |
| C        | Giovanni La Rocca | Freienbach |          |

## Risultati

### Prima Lega

#### andata
| Tuggen 6 agosto 2022, ore 18:30 CEST 1ª giornata                    | Tuggen    | 1 – 2 referto  | Höngg | Sportplatz Linthstrasse (417 spett.) |
| \| \| \| \| \| Jakupov 54’ (rig.) \| Marcatori \| 87’, 90’ Forny \| |           |                |       |                                      |
|                                                                     |           |                |       |                                      |
| Jakupov 54’ (rig.)                                                  | Marcatori | 87’, 90’ Forny |       |                                      |

| Tuggen 13 agosto 2022, ore 18:30 CEST 2ª giornata                          | Tuggen    | 4 – 0 referto | Weesen | Sportplatz Linthstrasse (280 spett.) |
| \| \| \| \| \| Morina 39’ Barreiro 43’, 81’ Fässler 89’ \| Marcatori \| \| |           |               |        |                                      |
|                                                                            |           |               |        |                                      |
| Morina 39’ Barreiro 43’, 81’ Fässler 89’                                   | Marcatori |               |        |                                      |

| Tuggen 24 agosto 2022, ore 20:00 CEST 3ª giornata                             | Tuggen    | 3 – 1 referto | Kreuzlingen | Sportplatz Linthstrasse (285 spett.) |
| \| \| \| \| \| Barreiro 44’ Jakupov 72’ Rocca 78’ \| Marcatori \| 63’ Bode \| |           |               |             |                                      |
|                                                                               |           |               |             |                                      |
| Barreiro 44’ Jakupov 72’ Rocca 78’                                            | Marcatori | 63’ Bode      |             |                                      |

| Tuggen 27 agosto 2022, ore 16:00 CEST 4ª giornata               | Tuggen    | 2 – 1 referto | Uzwil | Sportplatz Linthstrasse (275 spett.) |
| \| \| \| \| \| Rocca 19’ Anioke 45’ \| Marcatori \| 71’ Lela \| |           |               |       |                                      |
|                                                                 |           |               |       |                                      |
| Rocca 19’ Anioke 45’                                            | Marcatori | 71’ Lela      |       |                                      |

| Gossau 3 settembre 2022, ore 16:00 CEST 5ª giornata                                     | Gossau    | 1 – 3 referto                            | Tuggen | Sportanlage Buechenwald (350 spett.) |
| \| \| \| \| \| Abegglen 67’ \| Marcatori \| 1’ Meier 26’ (rig.) Jakupov 37’ Barreiro \| |           |                                          |        |                                      |
|                                                                                         |           |                                          |        |                                      |
| Abegglen 67’                                                                            | Marcatori | 1’ Meier 26’ (rig.) Jakupov 37’ Barreiro |        |                                      |

| Tuggen 10 settembre 2022, ore 16:00 CEST 6ª giornata               | Tuggen    | 2 – 1 referto | Paradiso | Sportplatz Linthstrasse (317 spett.) |
| \| \| \| \| \| Meier 61’ Rocca 90’ \| Marcatori \| 79’ Stojanov \| |           |               |          |                                      |
|                                                                    |           |               |          |                                      |
| Meier 61’ Rocca 90’                                                | Marcatori | 79’ Stojanov  |          |                                      |

| Freienbach 17 settembre 2022, ore 16:00 CEST 7ª giornata            | Freienbach | 1 – 2 referto           | Tuggen | Sportanlage Chrummen (250 spett.) |
| \| \| \| \| \| Backa 77’ \| Marcatori \| 38’ (rig.), 57’ Jakupov \| |            |                         |        |                                   |
|                                                                     |            |                         |        |                                   |
| Backa 77’                                                           | Marcatori  | 38’ (rig.), 57’ Jakupov |        |                                   |

| Tuggen 24 settembre 2022, ore 16:00 CEST 8ª giornata   | Tuggen    | 0 – 2 referto        | Wettswil-Bonstetten | Sportplatz Linthstrasse |
| \| \| \| \| \| \| Marcatori \| 53’ Waser 61’ Herger \| |           |                      |                     |                         |
|                                                        |           |                      |                     |                         |
|                                                        | Marcatori | 53’ Waser 61’ Herger |                     |                         |

| Canobbio 1º ottobre 2022, ore 17:00 CEST 9ª giornata     | Lugano II | 1 – 1 referto | Tuggen | Centro sportivo Al Maglio |
| \| \| \| \| \| Morandi 28’ \| Marcatori \| 10’ Keller \| |           |               |        |                           |
|                                                          |           |               |        |                           |
| Morandi 28’                                              | Marcatori | 10’ Keller    |        |                           |

| Tuggen 8 ottobre 2022, ore 16:00 CEST 10ª giornata                                | Tuggen    | 2 – 2 referto          | Linth 04 | Sportplatz Linthstrasse |
| \| \| \| \| \| Bärtsch 61’ Barreiro 67’ \| Marcatori \| 34’ Pereira 39’ Borges \| |           |                        |          |                         |
|                                                                                   |           |                        |          |                         |
| Bärtsch 61’ Barreiro 67’                                                          | Marcatori | 34’ Pereira 39’ Borges |          |                         |

| Zurigo 14 ottobre 2022, ore 20:00 CEST 11ª giornata                             | Kosova Zurigo | 3 – 1 referto | Tuggen | Juchhof 1 |
| \| \| \| \| \| Kuka 29’ Schiavano 53’ Avdyli 82’ \| Marcatori \| 81’ Bärtsch \| |               |               |        |           |
|                                                                                 |               |               |        |           |
| Kuka 29’ Schiavano 53’ Avdyli 82’                                               | Marcatori     | 81’ Bärtsch   |        |           |

| Tuggen 29 ottobre 2022, ore 16:00 CEST 12ª giornata                    | Tuggen    | 2 – 1 referto | Eschen/Mauren | Sportplatz Linthstrasse |
| \| \| \| \| \| Jakupov 35’ Bärtsch 83’ \| Marcatori \| 12’ Scherrer \| |           |               |               |                         |
|                                                                        |           |               |               |                         |
| Jakupov 35’ Bärtsch 83’                                                | Marcatori | 12’ Scherrer  |               |                         |

| Winterthur 5 novembre 2022, ore 16:00 CET 13ª giornata     | Winterthur II | 0 – 2 referto            | Tuggen | Stadion Schützenwiese |
| \| \| \| \| \| \| Marcatori \| 10’ Barreiro 82’ Jakupov \| |               |                          |        |                       |
|                                                            |               |                          |        |                       |
|                                                            | Marcatori     | 10’ Barreiro 82’ Jakupov |        |                       |

| Tuggen 12 novembre 2022, ore 16:00 CET 14ª giornata                                        | Tuggen    | 6 – 0 referto | Taverne | Sportplatz Linthstrasse |
| \| \| \| \| \| Teixeira 42’ Loué 48’, 52’, 72’ Bärtsch 56’ Barreiro 58’ \| Marcatori \| \| |           |               |         |                         |
|                                                                                            |           |               |         |                         |
| Teixeira 42’ Loué 48’, 52’, 72’ Bärtsch 56’ Barreiro 58’                                   | Marcatori |               |         |                         |

| Niederhasli 19 novembre 2022, ore 16:00 CET 15ª giornata                        | Grasshoppers II | 1 – 3 referto                      | Tuggen | GC Campus AG (300 spett.) |
| \| \| \| \| \| Hagist 61’ \| Marcatori \| 25’ Teixeira 45’ Bärtsch 58’ Meier \| |                 |                                    |        |                           |
|                                                                                 |                 |                                    |        |                           |
| Hagist 61’                                                                      | Marcatori       | 25’ Teixeira 45’ Bärtsch 58’ Meier |        |                           |

#### ritorno
| Zurigo 26 novembre 2022, ore 16:00 CET 16ª giornata             | Höngg     | 3 – 1 referto | Tuggen | Sportplatz Hönggerberg |
| \| \| \| \| \| Öner 8’, 21’, 82’ \| Marcatori \| 48’ Jakupov \| |           |               |        |                        |
|                                                                 |           |               |        |                        |
| Öner 8’, 21’, 82’                                               | Marcatori | 48’ Jakupov   |        |                        |

| Weesen 25 febbraio 2023, ore 16:00 CET 17ª giornata                             | Weesen    | 2 – 2 referto            | Tuggen | Sportplatz Moos |
| \| \| \| \| \| Stević 25’ Timbó 53’ \| Marcatori \| 71’ Bärtsch 89’ Barreiro \| |           |                          |        |                 |
|                                                                                 |           |                          |        |                 |
| Stević 25’ Timbó 53’                                                            | Marcatori | 71’ Bärtsch 89’ Barreiro |        |                 |

| Kreuzlingen 4 marzo 2023, ore 15:00 CET 18ª giornata                                       | Kreuzlingen | 4 – 1 referto | Tuggen | Sportplatz Hafenareal (400 spett.) |
| \| \| \| \| \| Arifagic 31’ Zulji 58’ Karaki 59’ (rig.), 61’ \| Marcatori \| 90’ Weiler \| |             |               |        |                                    |
|                                                                                            |             |               |        |                                    |
| Arifagic 31’ Zulji 58’ Karaki 59’ (rig.), 61’                                              | Marcatori   | 90’ Weiler    |        |                                    |

| Uzwil 11 marzo 2023, ore 15:00 CET 19ª giornata                       | Uzwil     | 0 – 3 referto                       | Tuggen | Sportanlage Rüti (337 spett.) |
| \| \| \| \| \| \| Marcatori \| 20’ Barreiro 45’ Keller 50’ Bärtsch \| |           |                                     |        |                               |
|                                                                       |           |                                     |        |                               |
|                                                                       | Marcatori | 20’ Barreiro 45’ Keller 50’ Bärtsch |        |                               |

| Tuggen 18 marzo 2023, ore 16:00 CET 20ª giornata                                     | Tuggen    | 2 – 2 referto               | Gossau | Sportplatz Linthstrasse |
| \| \| \| \| \| Györky 51’ Jakupov 65’ \| Marcatori \| 8’ (rig.), 90’ (rig.) Shala \| |           |                             |        |                         |
|                                                                                      |           |                             |        |                         |
| Györky 51’ Jakupov 65’                                                               | Marcatori | 8’ (rig.), 90’ (rig.) Shala |        |                         |

| Collina d'Oro 29 marzo 2023, ore 20:00 CEST 21ª giornata | Paradiso | 0 – 0 referto | Tuggen | Campo Pian Scairolo |

| Tuggen 1º aprile 2023, ore 16:00 CEST 22ª giornata         | Tuggen    | 1 – 1 referto | Freienbach | Sportplatz Linthstrasse |
| \| \| \| \| \| Jakupov 68’ \| Marcatori \| 39’ Döttling \| |           |               |            |                         |
|                                                            |           |               |            |                         |
| Jakupov 68’                                                | Marcatori | 39’ Döttling  |            |                         |

| Wettswil 5 aprile 2023, ore 20:00 CEST 23ª giornata | Wettswil-Bonstetten | 0 – 0 referto | Tuggen | Sportplatz Moos |

| Tuggen 15 aprile 2023, ore 16:00 CEST 24ª giornata                                | Tuggen    | 2 – 1 referto | Lugano II | Sportplatz Linthstrasse |
| \| \| \| \| \| Bärtsch 69’ (rig.) Jakupov 89’ (rig.) \| Marcatori \| 38’ Srdić \| |           |               |           |                         |
|                                                                                   |           |               |           |                         |
| Bärtsch 69’ (rig.) Jakupov 89’ (rig.)                                             | Marcatori | 38’ Srdić     |           |                         |

| Näfels 22 aprile 2023, ore 16:00 CEST 25ª giornata                                                                                          | Linth 04  | 3 – 5 referto                                                    | Tuggen | Linth-Arena |
| \| \| \| \| \| Ramabaja 20’ Güntensperger 22’ Giger 40’ \| Marcatori \| 43’, 53’ (rig.) Bärtsch 55’ Györky 66’ Teixeira 85’ (aut.) Dabić \| |           |                                                                  |        |             |
| |           |                                                                  |        |             |
| Ramabaja 20’ Güntensperger 22’ Giger 40’ | Marcatori | 43’, 53’ (rig.) Bärtsch 55’ Györky 66’ Teixeira 85’ (aut.) Dabić |        |             |

| Tuggen 29 aprile 2023, ore 16:00 CEST 26ª giornata                                  | Tuggen    | 4 – 1 referto    | Kosova Zurigo | Sportplatz Linthstrasse |
| \| \| \| \| \| Bärtsch 12’, 69’ Keller 36’, 47’ \| Marcatori \| 45’ Giansiracusa \| |           |                  |               |                         |
|                                                                                     |           |                  |               |                         |
| Bärtsch 12’, 69’ Keller 36’, 47’                                                    | Marcatori | 45’ Giansiracusa |               |                         |

| 6 maggio 2023, ore 16:00 CEST 27ª giornata | Eschen/Mauren | 1 – 0 | Tuggen |  |

| 13 maggio 2023, ore 16:00 CEST 28ª giornata | Tuggen | 1 – 1 | Winterthur II |  |

| 20 maggio 2023, ore 16:00 CEST 29ª giornata | Taverne | 1 – 2 | Tuggen |  |

| 27 maggio 2023, ore 16:00 CEST 30ª giornata | Tuggen | 0 – 3 | Grasshoppers II |  |

## Statistiche

### Statistiche di squadra
| Competizione | Punti | In casa | In casa | In casa | In casa | In casa | In casa | In trasferta | In trasferta | In trasferta | In trasferta | In trasferta | In trasferta | Totale | Totale | Totale | Totale | Totale | Totale | DR  |
| Competizione | Punti | G       | V       | N       | P       | Gf      | Gs      | G            | V            | N            | P            | Gf           | Gs           | G      | V      | N      | P      | Gf     | Gs     | DR  |
| ------------ | ----- | ------- | ------- | ------- | ------- | ------- | ------- | ------------ | ------------ | ------------ | ------------ | ------------ | ------------ | ------ | ------ | ------ | ------ | ------ | ------ | --- |
| Prima Lega   | 53    | 15      | 8       | 4       | 3       | 32      | 19      | 15           | 7            | 4            | 4            | 26           | 21           | 30     | 15     | 8      | 7      | 58     | 40     | +18 |
| Totale       | 53    | 15      | 8       | 4       | 3       | 32      | 19      | 15           | 7            | 4            | 4            | 26           | 21           | 30     | 15     | 8      | 7      | 58     | 40     | +18 |

### Andamento in campionato
| Giornata  | 1  | 2 | 3 | 4 | 5 | 6 | 7 | 8 | 9 | 10 | 11 | 12 | 13 | 14 | 15 | 16 | 17 | 18 | 19 | 20 | 21 | 22 | 23 | 24 | 25 | 26 | 27 | 28 | 29 | 30 |
| --------- | -- | - | - | - | - | - | - | - | - | -- | -- | -- | -- | -- | -- | -- | -- | -- | -- | -- | -- | -- | -- | -- | -- | -- | -- | -- | -- | -- |
| Luogo     | C  | C | C | C | T | C | T | C | T | C  | T  | C  | T  | C  | T  | T  | T  | T  | T  | C  | T  | C  | T  | C  | T  | C  | T  | C  | T  | C  |
| Risultato | P  | V | V | V | V | V | V | P | N | N  | P  | V  | V  | V  | V  | P  | N  | P  | V  | N  | N  | N  | N  | V  | V  | V  | P  | N  | V  | P  |
| Posizione | 10 | 6 | 4 | 2 | 2 | 2 | 2 | 3 | 3 | 4  | 4  | 4  | 4  | 2  | 2  | 3  | 4  | 4  | 4  | 3  | 4  | 4  | 4  | 4  | 4  | 2  | 3  | 3  | 3  | 3  |

Legenda:

Luogo: C = Casa; T = Trasferta. Risultato: V = Vittoria; N = Pareggio; P = Sconfitta.